# Супергеройський фільм

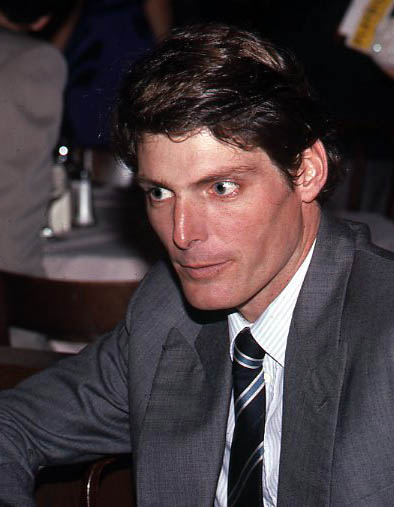
Актор Крістофер Рів, який грав Супермена у 1970-1980-х рр.

Супергеройський фільм — жанр фантастичного фільму, який орієнтований на діях одного чи декількох супергероїв; особах, які, як правило, володіють надлюдськими здібностями по відношенню до нормальної людини і присвячені захисту суспільства. Ці фільми оснащені блокбастерськими, науково-фантастичними елементами, включають боротьбу з найвідомішими суперлиходіями і заклятими ворогами.
Більшість супергеройських фільмів засновані на коміксах. З іншого боку, кілька фільмів, таких як серія Робокоп, Людина-метеор, Суперсімейка та Хенкок є оригінальними для екрану, в той час як Зелений шершень базується насамперед на оригінальній серії радіо і його 1960 телевізійній адаптації 1960 р.